# 春が来た (小説)
『春が来た』は、向田邦子の短編小説。初出は『オール讀物』1981年10月号。短編集『隣りの女』（1981年、文藝春秋）に収録。同年8月22日に航空機事故で死去した向田の遺作となった。
1982年と2018年にテレビドラマ化。

## テレビドラマ

### 1982年版
向田の死去の翌年1982年1月1日に「向田邦子原作 新春ドラマスペシャル」としてテレビ朝日で放送された。タイトル表記は『春が來た』。

#### キャスト（1982年版）
- 直子 - 桃井かおり
- 周次 - 三國連太郎
- 風見 - 松田優作
- 須江 - 加藤治子
- 順子 - 杉田かおる
- 屋台のおやじ - 殿山泰司
- 運転手 - 山西道広
- 痴漢 - 久保晶
- 圭子 - 富沢亜古

#### スタッフ（1982年版）
- 演出：久世光彦
- 原作：向田邦子
- 脚本：柴英三郎
- 装置デザイン：朝倉摂
- 題字：中川一政
- 音楽：都倉俊一 / 田辺信一
- タイトルデザイン：横尾忠則
- 技術協力：東通
- 装置・装飾・衣装：東映美術センター
- プロデューサー：久世光彦 / 三浦寛二
- 制作：千野栄彦
- 制作：テレビ朝日、カノックス

### 2018年版
男性アイドルグループ「EXO」のメンバー、カイの主演でドラマ化。2018年1月13日から2月10日にかけて、WOWOWの「連続ドラマW」枠で放送された。全5回。
日本国内のほか、韓国・済州島でも撮影が行われた。

#### キャスト（2018年版）
主要人物
- イ・ジウォン - カイ（EXO）
- 岸川直子 - 倉科カナ[3]
- 岸川順子 - 古畑星夏[3]
- 岸川須江 - 高畑淳子[3]
- 岸川周次 - 佐野史郎[3]

その他
- 俊太 - 健太郎[2]
- 本田 - 高田聖子[2]

#### スタッフ（2018年版）
- 監督：河合勇人
- 脚本：吉田弥生
- 音楽：小田朋美
- 主題歌：EXO「Lovin’ You Mo’」（avex trax）
- プロデューサー：松永綾 / 有重陽一
- 制作プロダクション：ジャンゴフィルム
- 制作協力：日活
- 製作著作：WOWOW